# El Campillo, Huelva

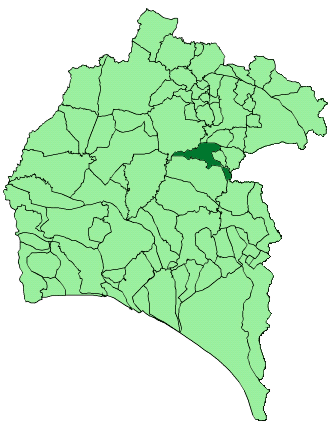
Bản đồ El Campillo, Huelva

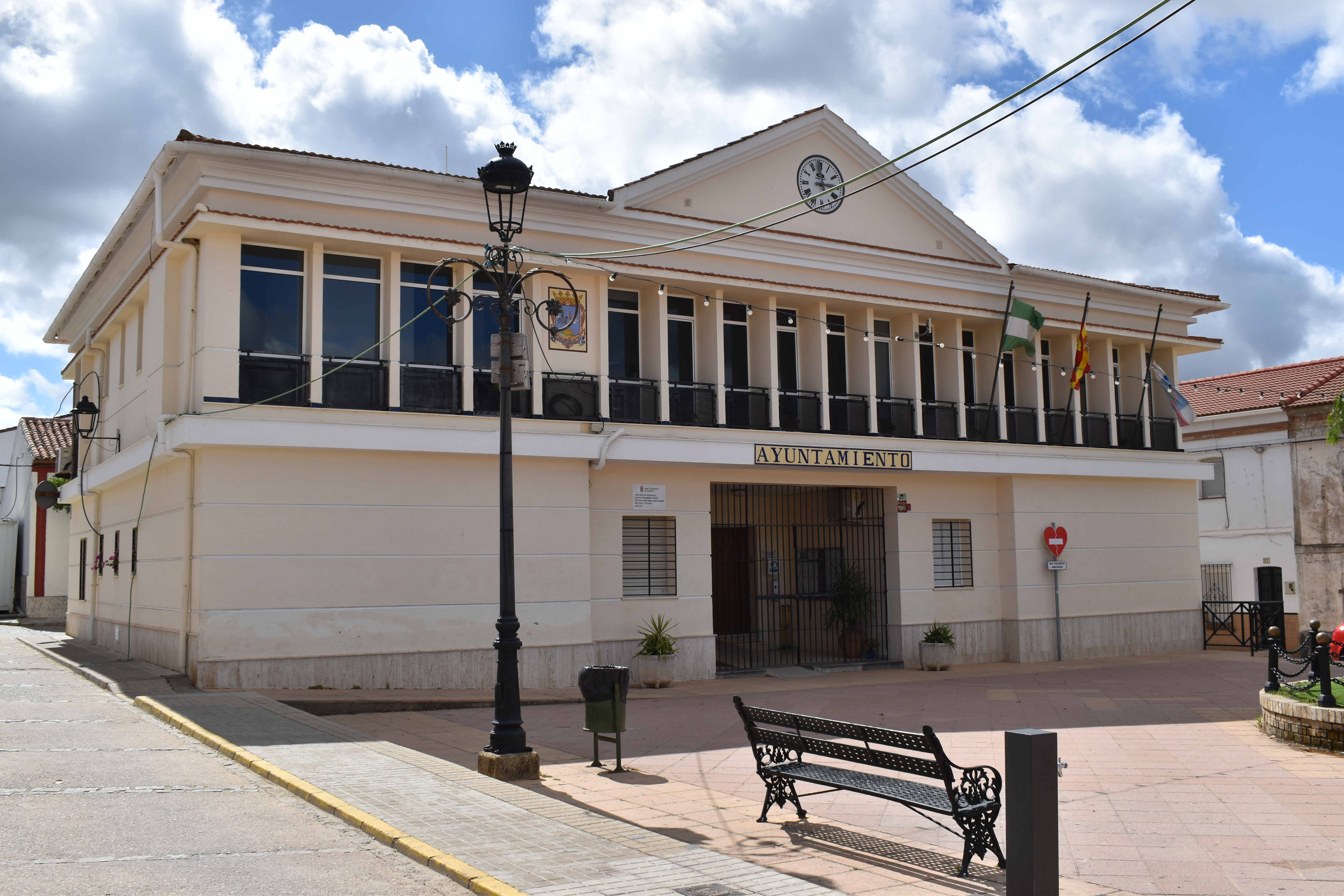

El Campillo là một đô thị ở tỉnh Huelva, Tây Ban Nha. Theo điều tra dân số năm 2005, thị trấn này có dân số 2.318 người.

## Dân số
| 1999  | 2000  | 2001  | 2002  | 2003  | 2004  | 2005  |
| ----- | ----- | ----- | ----- | ----- | ----- | ----- |
| 2,424 | 2,430 | 2,402 | 2,398 | 2,335 | 2,293 | 2,318 |

Nguồn: INE (Tây Ban Nha)